# Josef Jarolin
Josef Jarolin (ur. 6 marca 1904, zm. 28 maja 1946 w Landsberg am Lech) – zbrodniarz hitlerowski, wysoki rangą funkcjonariusz SS w obozie koncentracyjnym Dachau oraz SS-Obersturmführer.
W latach 1940–1942 Jarolin pełnił funkcję kierownika głównego obozu i zastępcy komendanta (Schutzhaftlagerführera) w obozie Dachau. Następnie identyczną funkcję sprawował do 1943 roku w podobozie Dachau – Allach. Słynął ze swego okrucieństwa wobec więźniów, dopuszczał się morderstw i innych aktów sadyzmu (m.in. torturował więźniów za pomocą specjalnego bicza).
Podczas procesu załogi Dachau przed amerykańskim Trybunałem Wojskowym Josef Jarolin był jednym z głównych oskarżonych. Wobec niepodważalnych dowodów zbrodni skazany został na karę śmierci przez powieszenie. Wyrok wykonano w więzieniu Landsberg w maju 1946 roku.